# Рыспаев, Барпы
Барпы Рыспаев — советский хозяйственный, государственный и политический деятель.

## Биография
Родился в 1927 году в селе Арчагуль. Член КПСС.
С 1942 года — на хозяйственной, общественной и политической работе. В 1942—1995 гг. — секретарь Чаткальского районного суда, судебный пристав, инспектор народного просвещения, секретарь военного комиссариата, ответственный секретарь, заместитель председателя райисполкома[где?], партийный деятель, первый секретарь ЦК ЛКСМ Киргизской ССР, первый секретарь Иссык-Кульского райкома КП Киргизской ССР, заместитель председателя Ошского облисполкома, секретарь Ошского облисполкома, министр пищевой промышленности Киргизской ССР, председатель Государственного комитета по издательству, полиграфии и книжной торговле Киргизской ССР, консультант и главный специалист в Министерстве продовольствия Кыргызстана.
Избирался депутатом Верховного Совета СССР 5-го и 6-го созывов, Верховного Совета Киргизской ССР 10-го и 11-го созывов.
Умер в Оше в 2005 году.